# Santa-Rosa-Klasse (1782)
Die Santa-Rosa-Klasse war eine Klasse von neun 34-Kanonen-Fregatten der spanischen Marine, die von 1782 bis 1810 in Dienst stand.

## Einheiten
| Name                           | Bauwerft                             | Bestellung        | Stapellauf        | Indienststellung | Verbleib |
| ------------------------------ | ------------------------------------ | ----------------- | ----------------- | ---------------- | --- |
| Santa Rosa                     | Reales Astilleros de Esteiro, Ferrol | 6. Juni 1781      | 20. Mai 1782      | 1782             | Ab 21. August 1806 abgebrochen                                                                               |
| Santa Elena                    | Reales Astilleros de Esteiro, Ferrol | 21. November 1781 | 7. Oktober 1783   | 1783             | Im Jahr 1797 durch die Royal Navy gekapert                                                                   |
| Nuestra Señora de la Paz       | Reales Astilleros de Esteiro, Ferrol | 10. August 1784   | 2. August 1785    | 1786             | Am 7. März 1810 bei der Isla del Trocadero im Sturm gestrandet und am 12. März durch die Franzosen verbrannt |
| Santa Maria                    | Reales Astilleros de Esteiro, Ferrol | 24. August 1784   | 2. August 1785    | 1786             | Am 24. April 1797 in Taifun bei Manila gesunken                                                              |
| Santa Teresa                   | Reales Astilleros de Esteiro, Ferrol | 23. August 1785   | 3. März 1787      | 1787             | Am 6. Februar 1799 durch die Royal Navy gekapert, als Santa Teresa in Dienst und 1802 verkauft               |
| Santa Loacadia                 | Reales Astilleros de Esteiro, Ferrol | 23. August 1785   | 2. Juni 1787      | 1787             | Am 16. November 1800 bei Santa Elena auf Grund gelaufen und verloren gegangen                                |
| Nuestra Señora de Guadalupe    | Real Astillero de La Habana, Havanna | 26. Oktober 1785  | 2. August 1785    | 1786             | Am 16. März 1799 bei Dénia auf Grund gelaufen und verloren gegangen                                          |
| Santa Catalina                 | Real Astillero de La Habana, Havanna | 26. Oktober 1785  | 9. Dezember 1787  | 1788             | Ab 1805 aufgelegt und ab 1815 abgebrochen                                                                    |
| Nuestra Señora de las Mercedes | Real Astillero de La Habana, Havanna |                   | 18. November 1788 | 1789             | Am 5. Oktober 1804 (Seegefecht bei Kap Santa Maria) explodiert                                               |

## Technische Beschreibung
Die Klasse war als Batterieschiff mit einem durchgehenden Geschützdeck konzipiert und hatte eine Länge von 44,86 Metern  (Geschützdeck) bzw. 40,12 Metern (Kiel), eine Breite von 11,54 Metern und einen Tiefgang von 5,75 Metern. Sie waren Rahsegler mit drei Masten (Fockmast, Großmast und Kreuzmast). Der Rumpf schloss im Heckbereich mit einem Heckspiegel, in den eine Galerie integriert war, die in die seitlich angebrachte Seitengalerie mündete. Die Bewaffnung bestand aus 34 Kanonen.
|        | Batteriedeck            | Backdeck              | Achterdeck            | Zusätzlich            | Kanonen (Geschossgewicht) |
| ------ | ----------------------- | --------------------- | --------------------- | --------------------- | ------------------------- |
| Design | 26 × 12-Pfünder-Kanonen | 2 × 6-Pfünder-Kanonen | 6 × 6-Pfünder-Kanonen | 12 × 3-Pfünder-Obuses | 46 Geschütze (91,096 kg)  |

## Bemerkungen
1. ↑  Bei der Berechnung des Gewichtes einer Breitseite kann es zu Unterschieden kommen, da in der damaligen Zeit ein Pfund, je nach Land, unterschiedliche Gewichtswerte hatte. Das spanische Libra hatte z. B. ein Gewicht von 460,08 Gramm, während das englische Pound ein Gewicht von 453,592 Gramm hatte.